# Bahnstrecke Saint Symphorien–Lesparre
| Bahnhof Hourtin, Gleisseite |                      |                                                                   |                                                                   |
| Streckennetz der S.té générale des chemins de fer économiques |                      |                                                                   |                                                                   |
| Streckennummer (SNCF): | 635 700              |                                                                   |                                                                   |
| Streckenlänge: | 141 km               |                                                                   |                                                                   |
| Spurweite: | 1435 mm (Normalspur) |                                                                   |                                                                   |
| |                      |                                                                   |                                                                   |
| \| \| \| Bahnstrecke Nizan–Luxey Luxey \| \| \| \| 0,0 \| Saint-Symphorien \| 57 m \| \| \| \| Bahnstrecke Nizan–Luxey nach Nizan \| \| \| \| \| La Sègue \| 61 m \| \| \| 9 \| Le Tuzan \| 87 m \| \| \| 16 \| Hostens \| 75 m \| \| \| \| Bahnstrecke Hostens–Beautiran \| \| \| \| 23,5 \| Joué \| 53 m \| \| \| 28,6 \| Belin-Beliet \| 46 m \| \| \| 30,7 \| Viaduc Béliet (Ruisseau de Paillasse) \| Viaduc Béliet (Ruisseau de Paillasse) \| \| \| 33,5 \| Le Bournet \| 35 m \| \| \| 38,1 \| Salles \| 22 m \| \| \| 41,6 \| La Saye \| 17 m \| \| \| 45,4 \| Mios \| 11 m \| \| \| \| Bahnstrecke Bordeaux–Irun von Irun \| \| \| \| 50,6 0,0 \| Facture-Biganos \| 12 m \| \| \| \| Bahnstrecke Bordeaux–Irun nach Bordeaux \| \| \| \| 7,2 \| Audenge \| 5 m \| \| \| \| Ruisseau de Lanton \| \| \| \| 10,1 \| Lanton \| 6 m \| \| \| 13,3 \| Taussat-les-Bains \| 8 m \| \| \| 16,9 \| Andernos-les-Bains \| 7 m \| \| \| 20,7 \| Arès \| 7 m \| \| \| 23,9 \| Lège-Cap-Ferret \| 12 m \| \| \| 26,9 \| La Saussouze \| 16 m \| \| \| 29,1 \| Lauros \| 25 m \| \| \| 33,9 \| Le Porge \| 24 m \| \| \| 38,1 \| Mistre \| 21 m \| \| \| 41,3 \| Mistre \| 21 m \| \| \| \| Bahnstrecke Bordeaux–Lacanau-Océan v. Bordeaux \| \| \| \| 45,0 \| Lacanau-Ville \| 16 m \| \| \| \| \| \| \| \| \| Bahnstrecke Bordeaux–Lacanau-Océan nach Lacanau-Océan \| \| \| \| \| \| \| \| \| \| Craste du Pont des Tables \| \| \| \| 52,1 \| Devinas \| 18 m \| \| \| 56,8 \| Carcans \| 21 m \| \| \| \| Craste du Pont des Queytive \| \| \| \| 59,9 \| Pipeyrous \| 19 m \| \| \| 65,3 \| Lupian \| 18 m \| \| \| 68,8 \| Hourtin \| 17 m \| \| \| 72,0 \| Cartignac \| 18 m \| \| \| \| nach Contaut \| \| \| \| \| \| \| \| \| 78,7 \| Naujac-St. Isidore Streckenende ab 1954 \| 14 m \| \| \| \| \| \| \| \| 85,5 \| Blanc \| 8 m \| \| \| \| \| \| \| \| \| Bahnstrecke Bordeaux-St-Louis–Pointe de Grave von Pointe de Grave \| \| \| \| \| \| \| \| \| 90,4 \| Lesparre \| 2 m \| \| \| \| \| \| \| \| \| Bahnstrecke Bordeaux-St-Louis–Pointe de Grave nach Bordeaux \| \| |                      |                                                                   |                                                                   |
| |                      | Bahnstrecke Nizan–Luxey Luxey                                     |                                                                   |
| Bahnhof (Strecke außer Betrieb) | 0,0                  | Saint-Symphorien                                                  | 57 m                                                              |
| Abzweig geradeaus und nach rechts (Strecke außer Betrieb) |                      | Bahnstrecke Nizan–Luxey nach Nizan                                | Bahnstrecke Nizan–Luxey nach Nizan                                |
| Haltepunkt / Haltestelle (Strecke außer Betrieb) |                      | La Sègue                                                          | 61 m                                                              |
| Bahnhof (Strecke außer Betrieb) | 9                    | Le Tuzan                                                          | 87 m                                                              |
| Bahnhof (Strecke außer Betrieb) | 16                   | Hostens                                                           | 75 m                                                              |
| Abzweig geradeaus und nach rechts (Strecke außer Betrieb) |                      | Bahnstrecke Hostens–Beautiran                                     | Bahnstrecke Hostens–Beautiran                                     |
| Haltepunkt / Haltestelle (Strecke außer Betrieb) | 23,5                 | Joué                                                              | 53 m                                                              |
| Bahnhof (Strecke außer Betrieb) | 28,6                 | Belin-Beliet                                                      | 46 m                                                              |
| Brücke über Wasserlauf (Strecke außer Betrieb) | 30,7                 | Viaduc Béliet (Ruisseau de Paillasse)                             | Viaduc Béliet (Ruisseau de Paillasse)                             |
| Haltepunkt / Haltestelle (Strecke außer Betrieb) | 33,5                 | Le Bournet                                                        | 35 m                                                              |
| Bahnhof (Strecke außer Betrieb) | 38,1                 | Salles                                                            | 22 m                                                              |
| Haltepunkt / Haltestelle (Strecke außer Betrieb) | 41,6                 | La Saye                                                           | 17 m                                                              |
| Bahnhof (Strecke außer Betrieb) | 45,4                 | Mios                                                              | 11 m                                                              |
| Abzweig ehemals geradeaus und von links |                      | Bahnstrecke Bordeaux–Irun von Irun                                | Bahnstrecke Bordeaux–Irun von Irun                                |
| Bahnhof | 50,6 0,0             | Facture-Biganos                                                   | 12 m                                                              |
| Abzweig ehemals geradeaus und nach rechts |                      | Bahnstrecke Bordeaux–Irun nach Bordeaux                           | Bahnstrecke Bordeaux–Irun nach Bordeaux                           |
| Bahnhof (Strecke außer Betrieb) | 7,2                  | Audenge                                                           | 5 m                                                               |
| Brücke über Wasserlauf (Strecke außer Betrieb) |                      | Ruisseau de Lanton                                                | Ruisseau de Lanton                                                |
| Bahnhof (Strecke außer Betrieb) | 10,1                 | Lanton                                                            | 6 m                                                               |
| Bahnhof (Strecke außer Betrieb) | 13,3                 | Taussat-les-Bains                                                 | 8 m                                                               |
| Bahnhof (Strecke außer Betrieb) | 16,9                 | Andernos-les-Bains                                                | 7 m                                                               |
| Bahnhof (Strecke außer Betrieb) | 20,7                 | Arès                                                              | 7 m                                                               |
| Bahnhof (Strecke außer Betrieb) | 23,9                 | Lège-Cap-Ferret                                                   | 12 m                                                              |
| Haltepunkt / Haltestelle (Strecke außer Betrieb) | 26,9                 | La Saussouze                                                      | 16 m                                                              |
| Haltepunkt / Haltestelle (Strecke außer Betrieb) | 29,1                 | Lauros                                                            | 25 m                                                              |
| Bahnhof (Strecke außer Betrieb) | 33,9                 | Le Porge                                                          | 24 m                                                              |
| Haltepunkt / Haltestelle (Strecke außer Betrieb) | 38,1                 | Mistre                                                            | 21 m                                                              |
| Haltepunkt / Haltestelle (Strecke außer Betrieb) | 41,3                 | Mistre                                                            | 21 m                                                              |
| Abzweig geradeaus und von rechts (Strecke außer Betrieb) |                      | Bahnstrecke Bordeaux–Lacanau-Océan v. Bordeaux                    | Bahnstrecke Bordeaux–Lacanau-Océan v. Bordeaux                    |
| Bahnhof (Strecke außer Betrieb) | 45,0                 | Lacanau-Ville                                                     | 16 m                                                              |
| |                      |                                                                   |                                                                   |
| Abzweig geradeaus und nach links (Strecke außer Betrieb) |                      | Bahnstrecke Bordeaux–Lacanau-Océan nach Lacanau-Océan             | Bahnstrecke Bordeaux–Lacanau-Océan nach Lacanau-Océan             |
| |                      |                                                                   |                                                                   |
| Brücke über Wasserlauf (Strecke außer Betrieb) |                      | Craste du Pont des Tables                                         | Craste du Pont des Tables                                         |
| Haltepunkt / Haltestelle (Strecke außer Betrieb) | 52,1                 | Devinas                                                           | 18 m                                                              |
| Bahnhof (Strecke außer Betrieb) | 56,8                 | Carcans                                                           | 21 m                                                              |
| Brücke über Wasserlauf (Strecke außer Betrieb) |                      | Craste du Pont des Queytive                                       | Craste du Pont des Queytive                                       |
| Haltepunkt / Haltestelle (Strecke außer Betrieb) | 59,9                 | Pipeyrous                                                         | 19 m                                                              |
| Bahnhof (Strecke außer Betrieb) | 65,3                 | Lupian                                                            | 18 m                                                              |
| Bahnhof (Strecke außer Betrieb) | 68,8                 | Hourtin                                                           | 17 m                                                              |
| Haltepunkt / Haltestelle (Strecke außer Betrieb) | 72,0                 | Cartignac                                                         | 18 m                                                              |
| Abzweig geradeaus und nach links (Strecke außer Betrieb) |                      | nach Contaut                                                      | nach Contaut                                                      |
| |                      |                                                                   |                                                                   |
| Bahnhof (Strecke außer Betrieb) | 78,7                 | Naujac-St. Isidore Streckenende ab 1954                           | 14 m                                                              |
| |                      |                                                                   |                                                                   |
| Haltepunkt / Haltestelle (Strecke außer Betrieb) | 85,5                 | Blanc                                                             | 8 m                                                               |
| |                      |                                                                   |                                                                   |
| Abzweig ehemals geradeaus und von links |                      | Bahnstrecke Bordeaux-St-Louis–Pointe de Grave von Pointe de Grave | Bahnstrecke Bordeaux-St-Louis–Pointe de Grave von Pointe de Grave |
| |                      |                                                                   |                                                                   |
| Bahnhof | 90,4                 | Lesparre                                                          | 2 m                                                               |
| |                      |                                                                   |                                                                   |
| |                      | Bahnstrecke Bordeaux-St-Louis–Pointe de Grave nach Bordeaux       |                                                                   |

Die Bahnstrecke Saint Symphorien–Lesparre war eine 141 Kilometer lange normalspurige Kleinbahnstrecke in Südwest-Frankreich zwischen Saint-Symphorien, dem Bahnhof Facture-Biganos an der Bahnstrecke Bordeaux–Irun, und Lesparre an der Bahnstrecke Bordeaux–Soulac-sur-Mer. Sie wurde 1884 von der Société générale des chemins de fer économiques (SE), einer der größten Nebenbahngesellschaften Frankreichs, eröffnet und ihrem Réseau de la Gironde zugeteilt, die auch als Chemins de fer économiques de la Gironde bezeichnet werden. Die Strecke wurde bis auf den 12 km kurzen, bereits 1954 stillgelegten Abschnitt Naujac-St-Isidore–Lesparre 1978 vollständig geschlossen.
In Lacanau-Ville bestand Anschluss an die Schienenverbindung Bordeaux–Lacanau-Océan von Bordeaux, die 1904 ihre Verlängerung bis ans Meer bekam. An vielen Unterwegsbahnhöfen gab es ferner Anschluss an das umfangreiche Netz von Waldeisenbahnen, die die weitläufigen Waldflächen zum Abtransport der Holzstämme zugänglich machten.

## Streckenverlauf

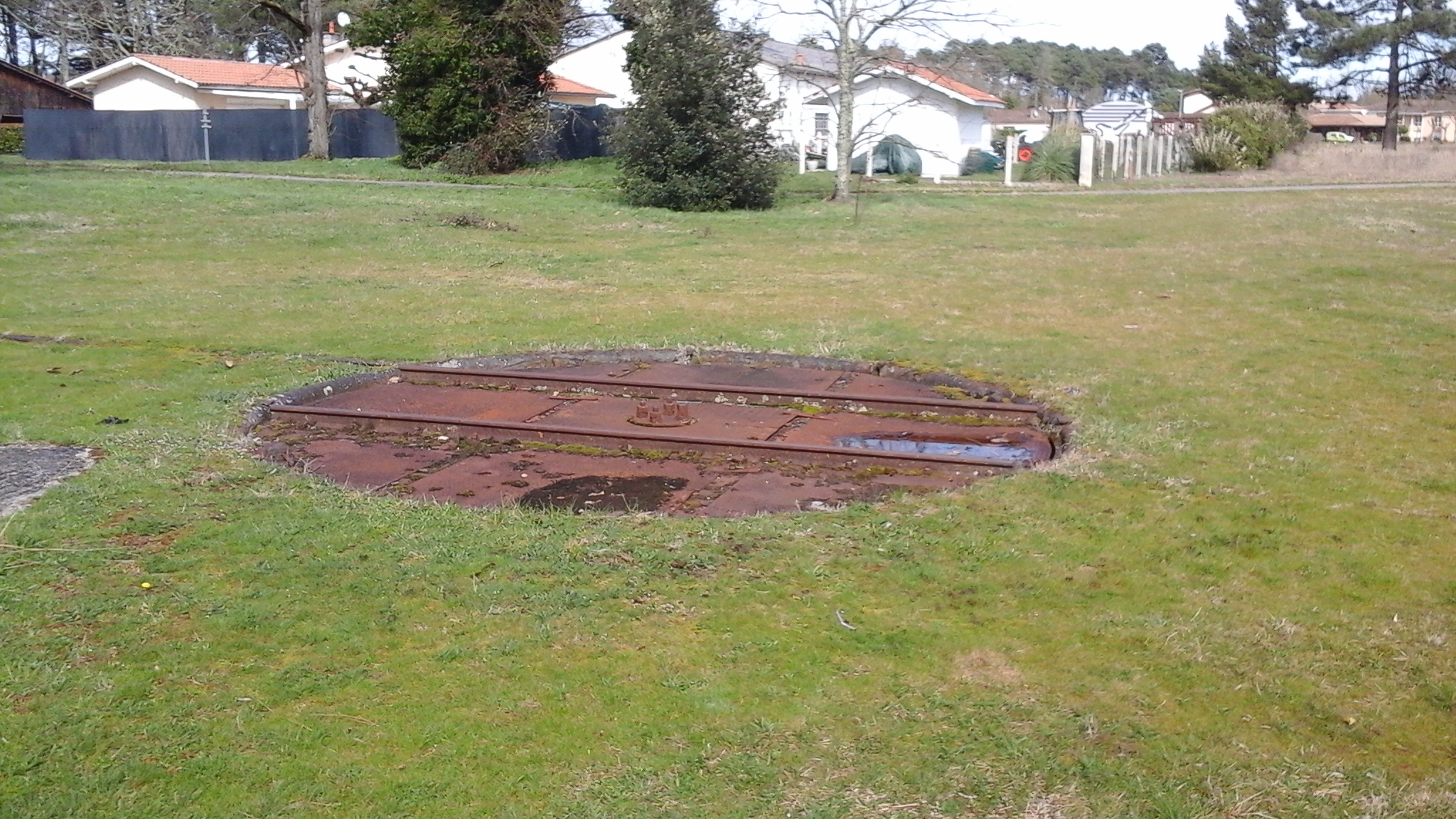
Ehemalige Drehscheibe am Bahnhof von Saint-Symphorien, 2018

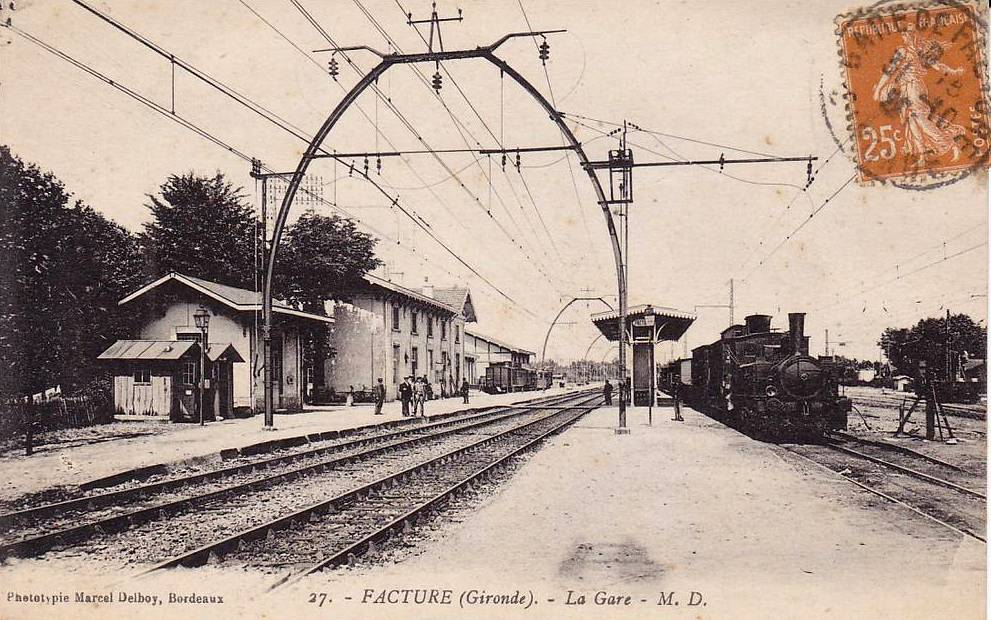
Zug im Kreuzungsbahnhof Facture-Biganos (frühes 20. Jh.)

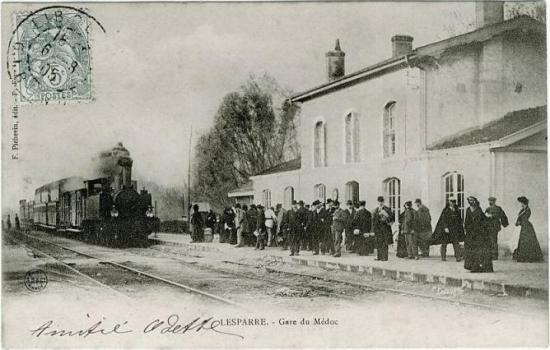
Bahnhof Lesparre

Die Strecke war mit dem Bahnhof Facture an der Hauptstrecke Bordeaux–Irun geteilt. Während der südlichere Teil in Südost-Nordwest-Richtung verlief, war der nördliche Teil der Strecke in Nord-Süd-Richtung ausgerichtet. Im gesamten Streckenverlauf gab es keine nennenswerte Steigung.

## Geschichte
Die beiden von Bordeaux kommenden Strecken waren schon 1841 bzw. 1874 eröffnet worden und sind auch heute noch in Betrieb. Nach dem Bau der Strecke entwickelte sich Facture zum Eisenbahnknotenpunkt der wichtigen, 235 km langen Strecke von Bordeaux nach Spanien und dem System von Sekundärbahnen zwischen der Gironde-Mündung im Norden und dem 140 km südlich liegenden Saint-Symphorien, das gleichfalls eine wichtige Schnittstelle darstellte.
Der Antrag für die neunundneunzigjährige Konzession der Strecke war bereits 1877 gestellt worden, aber erst mit der Beauftragung durch das Département Gironde konnten die Baupläne umgesetzt werden.
Die gesamte Strecke wurde zusammen mit dem 50 Kilometer langen Abschnitt nach Saint-Symphorien im selben Jahr eröffnet, das für eine so lange Strecke bei einer Kleinbahngesellschaft eher ungewöhnlich ist. Am 17. März 1884 ging der 70 Kilometer lange Abschnitt Saint-Symphorien–Facture in Betrieb, zwischen 6. Januar und 20. Oktober folgte abschnittsweise die ebenfalls etwa 70 Kilometer lange Nordhälfte.
Grund für den Bau war die Bereitstellung von Transportleistung für die umfangreichen Holztransporte. Seit Beginn des 19. Jahrhunderts waren in diesem Küstengebiet zur Sicherung der Dünen über 90.000 ha Pinienwald gepflanzt worden, die seit Mitte des Jahrhunderts wirtschaftlich nutzbringend gefällt werden konnten.
Die Konkurrenz durch den motorisierten Individualverkehr führte bereits in der ersten Hälfte des 20. Jahrhunderts zu rückläufigen Passagierzahlen, etwas später auch zum Rückgang der Transportmenge im Güterverkehr. Der Personenverkehr wurde daher auf den meisten Streckenabschnitten in den 1950er-Jahren eingestellt. 1978 endete schließlich auch der Güterverkehr.
| Abschnitt                | Länge   | Eröffnung        | Einstellung Personenverkehr | Einstellung Güterverkehr |
| ------------------------ | ------- | ---------------- | --------------------------- | ------------------------ |
| Saint-Symphorien–Facture | 50,2 km | 17. März 1884    | 2. Oktober 1955             | 30. November 1978        |
| Facture–Arès             | 20,7 km | 7. Januar 1884   | 18. September 1971          | 31. Juli 1978            |
| Arès–Lacanau             | 14,3 km | 7. April 1884    | 17. Mai 1952                | 31. Juli 1978            |
| Lacanau–Naujac           | 45,4 km | 20. Oktober 1884 | 26. März 1952               | 31. Juli 1978            |
| Naujac–Lesparre          | 11,7 km | 20. Oktober 1884 | 26. März 1952               | 16. August 1954          |

Von der gesamten Strecke liegt kein Gleis mehr. Vielfach wurde die Bahntrasse durch Straßen überbaut. Einige Bahnhofsgebäude sind noch erhalten, zum Teil sind sie vorbildlich restauriert und öffentlich zugänglich – beispielsweise in Hourtin als Heimatmuseum „Regards sur le Passé“. Ansonsten sind kaum noch Spuren vorhanden, zumal aufgrund der Geländebeschaffenheit keine Brückenbauwerke notwendig waren; alle Straßenquerungen waren niveaugleich.